# チャールズ・フェアファクス (第9代フェアファクス子爵)
第9代フェアファクス子爵チャールズ・グレゴリー・フェアファクス（英語: Charles Gregory Fairfax, 9th Viscount Fairfax、1772年1月20日没）は、アイルランド貴族。

## 生涯
第8代フェアファクス子爵ウィリアム・フェアファクスとエリザベス・ジェラード（Elizabeth Gerard、ジェラード大尉の娘）の息子として生まれた。
1719年11月17日、エリザベス・クリフォード（Elizabeth Clifford、1689年4月6日 – 1721年4月23日、第2代クリフォード男爵ヒュー・クリフォードの娘）と結婚した。その後、メアリー・フェアファクス（Mary Fairfax、1741年7月1日没、ニコラス・フェアファクスの娘）と再婚、2女をもうけた。メアリーは第9代フェアファクス子爵の父方の祖父ウィリアムの兄トマスの曾孫であり、7等親にあたる。
- エリザベス（1772年以前没）
- アン（1793年5月8日没）

1738年に父が死去すると、フェアファクス子爵の爵位を継承した。
1772年1月20日にヨークで死去、27日に埋葬された。後継者となる男子がおらず爵位は断絶、遺産は娘アンが継承した。1793年にアンが死去すると、遺産は第8代フェアファクス子爵の娘アラシアの孫チャールズ・グレゴリー・ピゴット（Charles Gregory Pigott、1845年没、ナサニエル・ピゴットの息子。遺産継承とともに姓をフェアファクスに改めた）が継承した。